# Кореневский, Сергей Александрович
Сергей Александрович Кореневский (род. 1 марта 1948 года) — советский и российский преподаватель. Ректор Смоленской государственной академии физической культуры, спорта и туризма (1998—2008). Профессор (1993). Заслуженный работник физической культуры Российской Федерации (2000). Доктор педагогических наук (2008).

## Биография
Сергей Александрович Кореневский родился 1 марта 1948 года. В 1974 году окончил Смоленский государственный институт физической культуры. В 1980 году защитил кандидатскую диссертацию по теме «Система организации физического воспитания детей школьного возраста по месту жительства».
С 1986 по 1988 год работал деканом педагогического факультета СГИФК. Был заведующим кафедрой управления, экономики и оздоровительной физической культуры. С 1998 по 2008 год являлся ректором Смоленского государственного института физической культуры.
В 2008 году защитил докторскую диссертацию по теме «Интегративные процессы системного подхода в обеспечении подготовки кадров по физической культуре в Российской Федерации».
Член-корреспондент Петровской академии наук и искусств. Президент «Олимпийской академии Запада России». Член коллегии Комитета по физической культуре и спорту администрации Смоленской области.

## Награды и звания
- Почётный знак «За заслуги в развитии физической культуры и спорта» (1998).
- Почётный знак «За заслуги в развитии олимпийского движения в России».
- Почётное звание «Заслуженный работник физической культуры Российской Федерации» (2000)[7].

## Публикации
Учебные пособия
- Кореневский С. А., Пореш Ю. Р. Менеджмент в физкультурно-спортивных организациях. — Смоленск: СГИФК, 1995. — 127 с.
- Кореневский С. А. Физическая культура и спорт в условиях рыночных отношений. — Смоленск: СГИФК, 1996. — 101 с.
- Брук Т. М., Бахрах И. И., Кореневский С. А., Грец Г. Н. Культура здоровья. — Смоленск: СГИФК, 2002. — 236 с.

Статьи
- Быков В. А., Становов В. В., Кореневский С. А. Научно-методические и технические особенности плавательной подготовки студентов. — Учёные записки университета им. П. Ф. Лесгафта. 2012. № 4 (86). С. 20-23.
- Воронов Ю. С., Кореневский С. А. Доминантные факторы специальной подготовленности спортсменов 9-14 лет, специализирующихся в беговых видах ориентирования. — Учёные записки университета им. П. Ф. Лесгафта. 2012. № 4 (86). С. 31-35.